# Trasquera
Trasquera (Trasquera [traʃkwerɐ] in lombardo) è un comune italiano di 183 abitanti della provincia del Verbano-Cusio-Ossola, in Val Divedro. Nella frazione di Iselle è situata la dogana che segna il confine con la Svizzera sulla Strada Statale del Sempione; vi è presente una caserma della Guardia di Finanza.

## Storia

### Simboli
Lo stemma e il gonfalone sono stati concessi con decreto del presidente della Repubblica del 24 ottobre 1984.
Il gonfalone è un drappo partito di bianco e di giallo.

## Monumenti e luoghi di interesse

### Architetture religiose
- Chiesa dei Santi Gervasio e Protasio

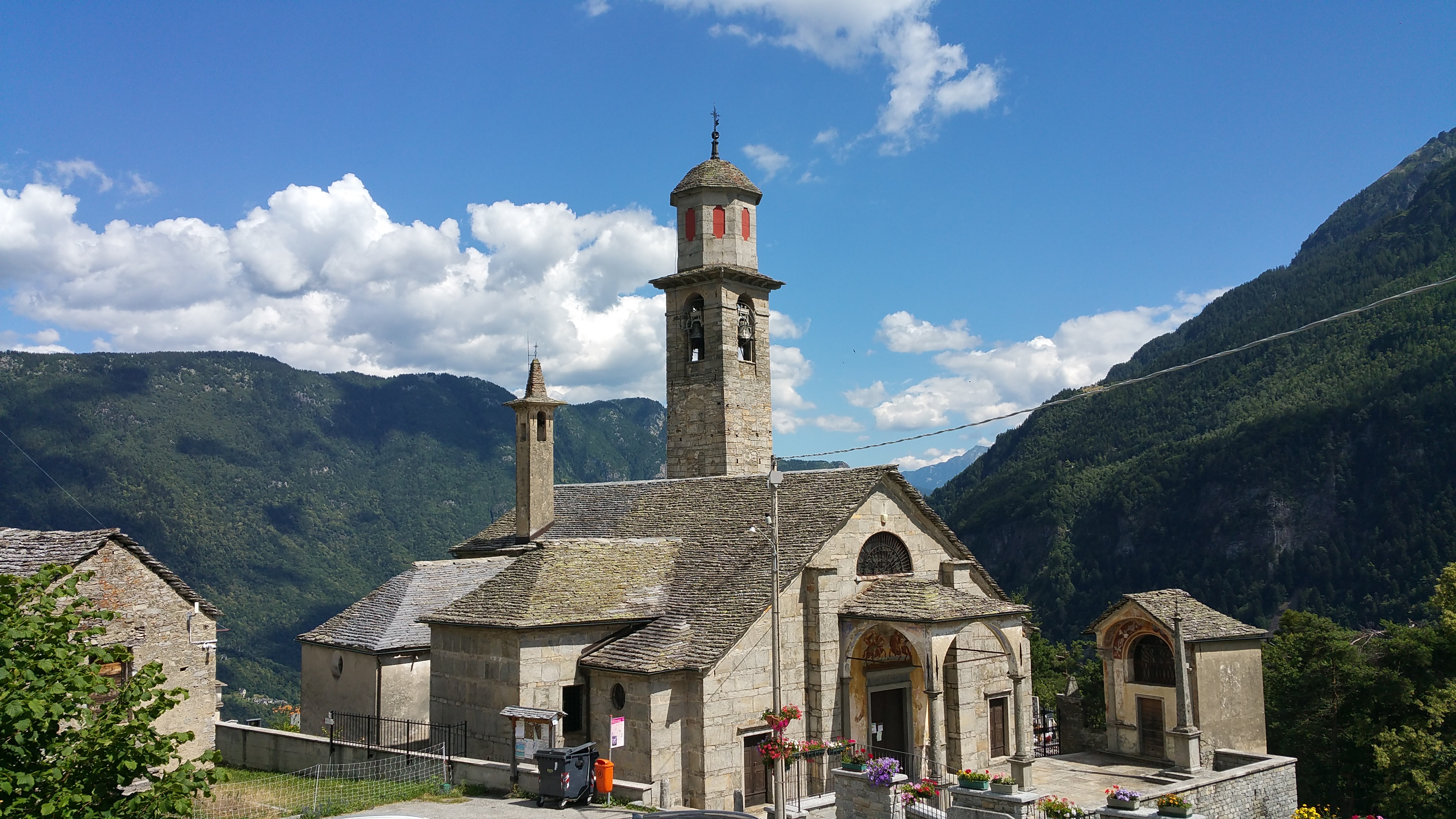
Chiesa dei Santi Gervasio e Protasio

## Società

### Evoluzione demografica
Abitanti censiti

## Amministrazione
Di seguito è presentata una tabella relativa alle amministrazioni che si sono succedute in questo comune.
| Periodo         | Periodo         | Primo cittadino       | Partito                            | Carica              | Note  |
| --------------- | --------------- | --------------------- | ---------------------------------- | ------------------- | ----- |
| 24 aprile 1995  | 14 giugno 1999  | Geremia Magliocco     | -                                  | Sindaco             | [ 7 ] |
| 14 giugno 1999  | 8 novembre 2000 | Gianfranco Baudin     | lista civica                       | Sindaco             | [ 7 ] |
| 8 novembre 2000 | 14 maggio 2001  | Gaetano Losa          |                                    | Comm. straordinario | [ 7 ] |
| 14 maggio 2001  | 30 maggio 2006  | Arturo Lincio         | lista civica                       | Sindaco             | [ 7 ] |
| 30 maggio 2006  | 15 maggio 2011  | Arturo Lincio         | lista civica                       | Sindaco             | [ 7 ] |
| 15 maggio 2011  | 7 marzo 2016    | Geremia Magliocco     | lista civica Insieme per Trasquera | Sindaco             | [ 7 ] |
| 7 marzo 2016    | 5 giugno 2016   | Rosario Guercio Nuzio |                                    | Comm. pref.         | [ 7 ] |
| 5 giugno 2016   | 4 ottobre 2021  | Arturo Lincio         | lista civica Stella alpina         | Sindaco             | [ 7 ] |
| 4 ottobre 2021  | in carica       | Geremia Magliocco     | lista civica                       | Sindaco             | [ 7 ] |

Fa parte dell'unione montana di comuni Alta Ossola.

## Sport

### Sci di fondo
A Trasquera, una volta, si trovava la pista di sci di fondo La Sotta.